# Sauber Mercedes C291
La Sauber Mercedes C291 est une voiture de course de l'écurie suisse et allemande Team Sauber Mercedes, construite pour le Championnat du monde des voitures de sport qu'elle finit en 3e place en 1991, engagée en même temps que la C11.
C'est le dernier Sport-prototypes construit par l'écurie suisse. C'est une fin prématurée car il y aurait dû avoir une remplaçante, la C292.

## Palmarès
- Championnat du monde des voitures de sport :
  - 3e position au classement général en 1991 (catégorie C2)
    - Vainqueur à Autopolis (Michael Schumacher-Karl Wendlinger)
    - 2e à Silverstone (Michael Schumacher-Karl Wendlinger)

- 24 Heures du Mans :
  - Non-qualifiée en 1991